# Торит (минерал)
Тори́т — силикат тория, минерал тетрагональной системы, дитетрагонально-бипирамидального класса. Химическая формула торита — ThSiO4, но он всегда содержит множество посторонних примесей. Изоморфен с рутилом, цирконом, касситеритом. Отношение осей: 1:0,6402. Спайность по (110). Излом раковистый. Хрупок. Твёрдость 4,5–5,0.

## История
Торит открыл в 1828 году норвежский минералог Мортен Эсмарк (1801–1882) на острове Лёвёйя (фюльке Телемарк, Норвегия). Он передал образец своему отцу, тоже минералогу, Йенсу Эсмарку (1763–1839), который не смог идентифицировать минерал и, в свою очередь, отправил образец шведскому химику Йенсу Якобу Берцелиусу. Тот обнаружил в составе минерала новый химический элемент, который назвал торием в честь скандинавского бога Тора, и опубликовал в 1829 году статьи под названием «Исследование нового минерала и ранее неизвестной земли, в нём содержащейся» и «Исследование нового минерала (торита), содержащего ранее неизвестную землю».

## Разновидности

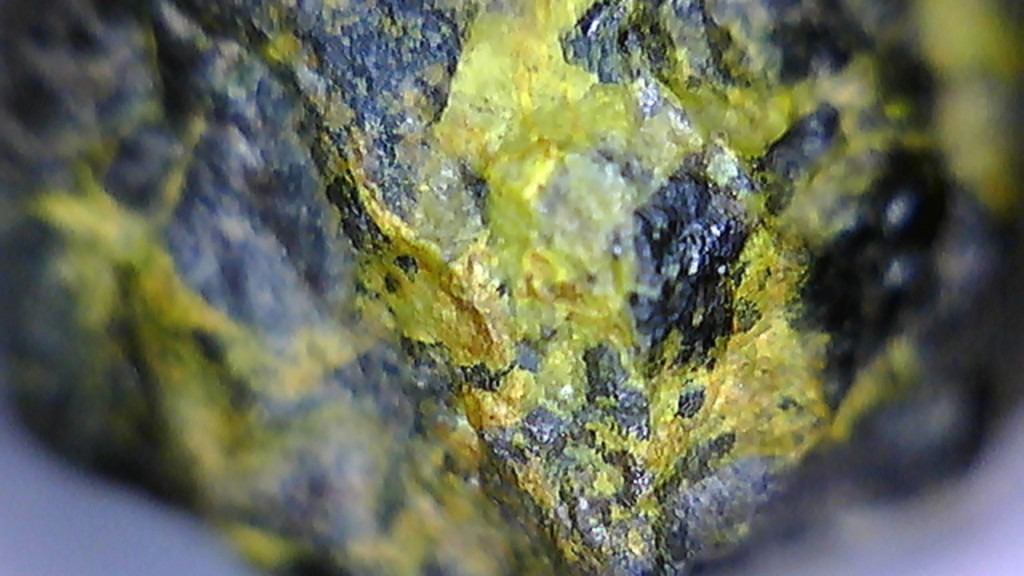
Торогуммит, торит

Различают несколько разновидностей торита:
1. Собственно торит, чёрный, непрозрачный, плотностью 4,4–4,8 г/см3.
2. Оранжит, померанцево-жёлтый или красноватый, прозрачный, плотностью 5,19–5,40 г/см3.
3. Ураноторит, отличающийся очень значительным (10–16%) содержанием урана.
4. Макинтошит, содержащий уран и воду.
5. Торогуммит, содержащий уран и воду (до 15%).
6. Ферриторит, содержащий до 13% Fe2O3.
7. Ферриураноторит — с примесью U до 8,7%, железа 13,7%
8. Ауэрлит, содержащий фосфор и воду.
9. Кальциоторит — (Th, Ca)SiO4.

Из-за высокой внутренней радиоактивности кристаллическая решётка постепенно разрушается (см. Метамиктизация), зёрна минерала достаточного возраста могут быть рентгеноаморфными и содержать примесь воды. Растворяется в соляной кислоте.

## Месторождения
Обнаруживается в месторождениях Норвегии и Канады, встречается также в Корнуолле на юго-западе Англии, в Шри-Ланке, на Мадагаскаре. Наиболее распространённый минерал тория. Используется для получения тория, а такая разновидность, как ураноторит, — и для получения урана.